# Jason Wu

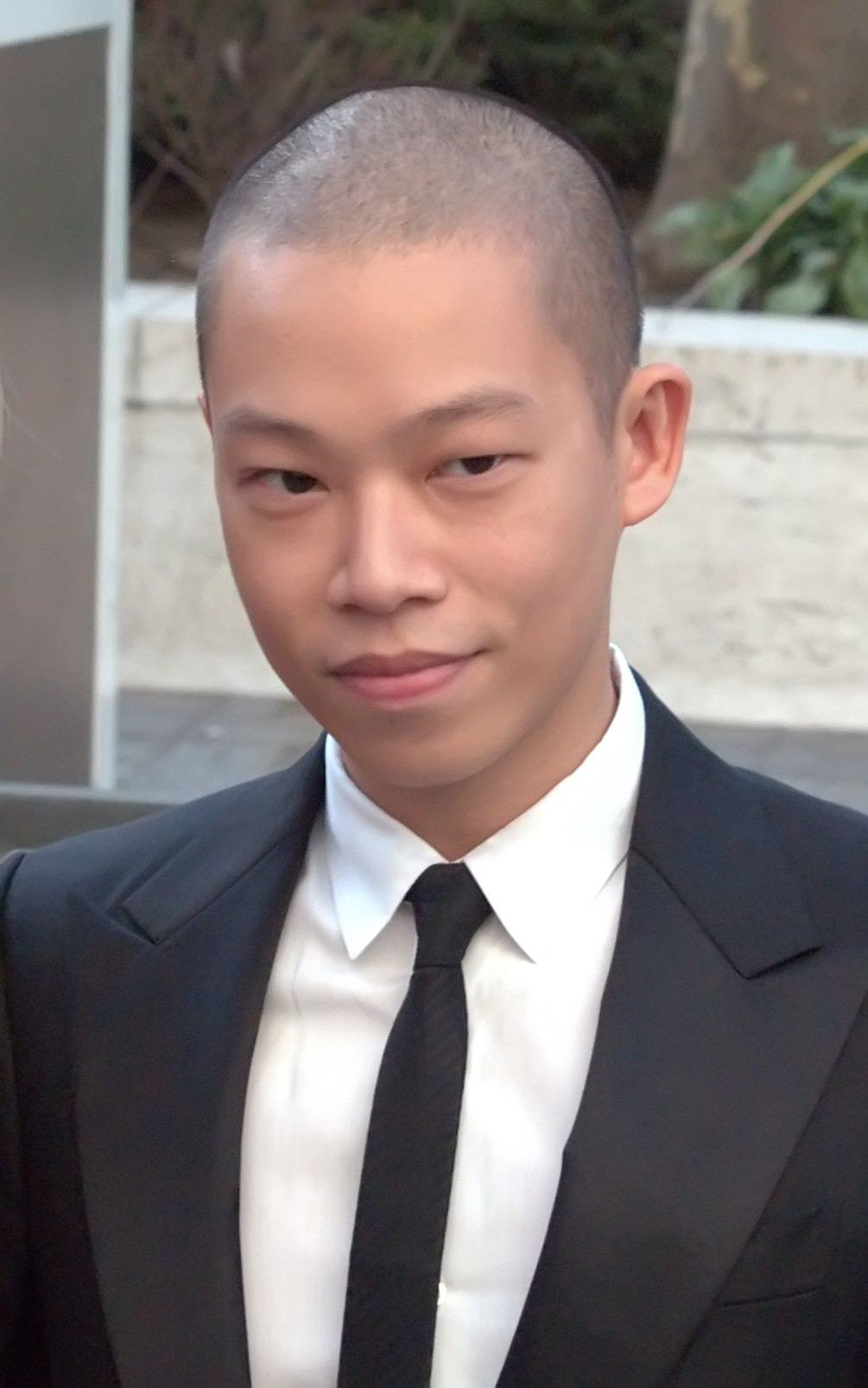
Jason Wu (2009)

Jason Wu (* 27. September 1982 in Taipeh, Taiwan) ist ein taiwanisch-kanadischer Modedesigner. Weltweit bekannt wurde er durch das Kleid, das Michelle Obama beim Inaugurationsball ihres Ehemannes trug.

## Leben

### Kindheit und Jugend
Wu emigrierte zusammen mit seinen Eltern im Alter von neun Jahren.

### Als Designer
2007 gründete Wu sein eigenes Modelabel. Er gestaltete zahlreiche Kleider für Hollywoodstars und für die First Lady Michelle Obama. 2010 gewann Wu den Swarowsky Award des Council of Fashion Designers of America. Im Juni 2013 wurde bekannt, dass er Chefdesigner für die Frauenkollektion von Hugo Boss werden soll.
Beim Ball zur Einführung des US-Präsidenten trug Michelle Obama 2009 ein Kleid mit einer freien Schulter von Jason Wu und machte den Designer damit international bekannt. Beim Ball 2013 trug Obama wiederum ein Kleid von Wu, diesmal ein rotes Kleid mit Drapierungen. Wu lebt in New York City. Im April 2016 heiratete er seinen langjährigen Partner Gustavo Rangel.